# Голдън Гейт Парк
Голдън Гейт Парк (на английски: Golden Gate Park – в превод „Парка на златната порта“) е най-големият парк в град Сан Франциско, щата Калифорния, САЩ.
С площ от 4,10 км2 (1017 акра) във формата на дълъг правоъгълник той е с 0,7 км2 (174 акра) по-голям от нюйоркския Сентрал парк.
Голдън Гейт Парк е проектиран през 1860-те години и е създаден през 1870-те години на земя, която се е считало, че не може да бъде обитаема.
В парка или близо до него са намират няколко забележителности на Сан Франциско, като например Къщата на скалата (Cliff House), известен ресторант на тихоокеанското крайбрежието, Японската чайна градина, вятърната мелница, Възпоменателният музей „М. Х. де Янг“, Санфранциската ботаническа градина и други.